# Río Chuao
El Río Chuao es una corriente de agua perpetua situada en la falda norte del parque nacional Henri Pittier, en la parroquia Las Delicias, estado Aragua. El río Chuao nace de la simultánea confluencia del río del Medio, río Duro y el río Tamaica a poca distancia del pueblo de Chuao. El río Chuao cursa hacia el norte y vacía en un pequeño delta en la falda del Cerro La Virgen en el extremo Este en la playa del mar Caribe. El río cursa a lo largo del camino que lleva del pueblo de Chuao a la costa proveniente del Sector Paraíso en el Henri Pittier en dirección de la ruta del cacao.